# سیف‌الدین غازی دوم
سیف الدین غازی دوم، فرمانده تُرک و امیر موصل و حلب از دودمان زنگیان بود. وی در سال ۱۱۷۰ پس از مرگ پدرش قطب الدین مودود، حاکم موصل شد.